# Eleccions generals de Bolívia de 2020
Les eleccions generals de Bolívia de 2020 se celebraren el 18 d'octubre del 2020 per a elegir el president, el vicepresident, els senadors i els diputats de Bolívia. Les anuncià l'expresident Evo Morales el 10 de novembre del 2019, hores abans que renunciés al càrrec. Les eleccions estaven previstes per al 3 de maig, però la pandèmia de coronavirus les feu ajornar.
La votació arribà després de les eleccions de l'octubre del 2019, que donaren la victòria a Evo Morales. L'oposició, amb el suport de l'exèrcit, es negà a reconèixer els resultats i esclatà una crisi política que dugué Morales a l'exili.

## Context
El 10 de novembre del 2019, després de 19 dies de protestes populars arran dels discutits resultats de les eleccions i de la publicació d'un informe de l'OEA que denunciava irregularitats en el procés electoral, els militars i la policia de Bolívia forçaren la dimissió del president Morales. El govern de Mèxic va oferir asil polític a Morales, que l'acceptà.
També dimitiren el vicepresident Álvaro García Linera; la presidenta del Senat, Adriana Salvatierra, i el president de la Cambra de Diputats, Víctor Borda. La vicepresidenta segona del Senat, Jeanine Áñez, era l'autoritat de més rang que continuava en el càrrec i el 12 de novembre es proclamà presidenta en funciona del Senat i presidenta constitucional del país. La proclamació fou confirmada pel Tribunal Constitucional Plurinacional.
El 20 de novembre, Evo Morales s'oferí a no presentar-se com a candidat a la presidència si el deixaven tornar a Bolívia i acabar el mandat. El mateix dia, el govern interí presentà un projecte de llei per a convocar noves eleccions.

## Sistema electoral
El president de Bolívia s'elegeix a dues voltes. Un candidat és declarat guanyador si rep més del 50% dels vots, o bé més del 40% si té més de 10 punts d'avantatge respecte el candidat més proper. Si no es compleix cap d'aquestes condicions, se celebra una segona volta amb els dos candidats més votats.
Els 130 membres de la Cambra de Diputats (llevat dels set escons especials) s'elegeixen segons el sistema de representació proporcional mixta. S'elegeixen 63 escons en districtes uninominals per escrutini uninominal majoritari. 60 escons més s'elegeixen amb un sistema de representació proporcional amb llista de partit mitjançant districtes que corresponen als nou departaments de Bolívia, amb una barrera electoral del 3%. Els escons addicionals en cada regió s'assignen proporcionalment segons el vot als candidats presidencials, restant-hi la quantitat de districtes uninominals guanyats. Els set escons que resten són reservats per als indígenes, elegits segons la llei dels usos i costums per escrutini uninominal majoritari.
El Senat té 36 membres, quatre de cadascun dels nou departaments del país, elegits amb llistes de partit tancades segons la regla D'Hondt. Els escons també s'assignen segons el vot als candidats a president.
El vot és obligatori per a tots els adults de més de 18 anys.

## Candidats
| Partit o coalició | Creiem                | Moviment al Socialisme | Front per a la Victòria | Partit d'Acció Nacional Bolivià | Comunitat Ciutadana |             |
| ----------------- | --------------------- | ---------------------- | ----------------------- | ------------------------------- | ------------------- | ----------- |
| Partit o coalició |                       |                        |                         |                                 |                     |             |
| Partit o coalició | Candidats             |                        |                         |                                 |                     | Carlos Mesa |
| President         | Luis Fernando Camacho | Luis Arce              | Chi Hyun Chung          | Feliciano Mamani                | Carlos Mesa         |             |
| Vicepresident     | Marco Antonio Pumari  | David Choquehuanca     | Salvador Pinto          | Ruth Nina                       | Gustavo Pedraza     |             |
| Lema              | Creo en vos           | Un Solo Corazón        | Chi puede               | -                               | Primero la Gente    |             |